# Physodactylus henningi
Physodactylus henningi là một loài bọ cánh cứng trong họ Elateridae. Loài này được Fischer von Walheim miêu tả khoa học năm 1823.